# Gaston Peltier
Gaston Peltier (ur. 1876, zm. ?) – francuski piłkarz, uczestnik Igrzysk Olimpijskich 1900, medalista olimpijski. 

## Kariera piłkarska
Peltier podczas kariery piłkarskiej występował w Club Français oraz Racing Club de France. 
Peltier był częścią olimpijskiej reprezentacji Francji na Igrzyskach Olimpijskich 1900 rozgrywanych w Paryżu. Z drużyną Club Français przegrał 0:4 z reprezentującym Wielką Brytanię Upton Park, ale pokonał reprezentujący Belgię Université de Bruxelles 6:2 (strzelił dwie bramki) i ostatecznie zdobył srebrny medal. Dodatkowo wraz z Johnen Nicholasem został królem strzelców tego turnieju. 

## Sukcesy
Francja
- Igrzyska Olimpijskie (1): 1900 (2. miejsce)